# Sharp PC-1403

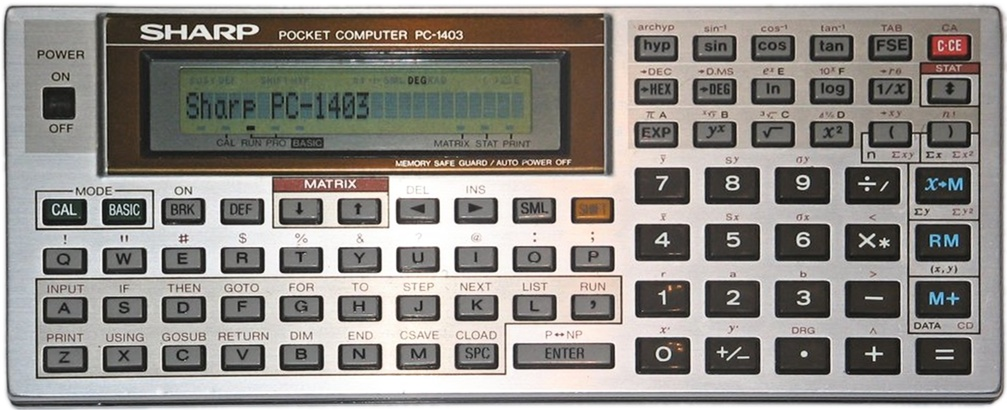
Vorderansicht des Sharp PC-1403

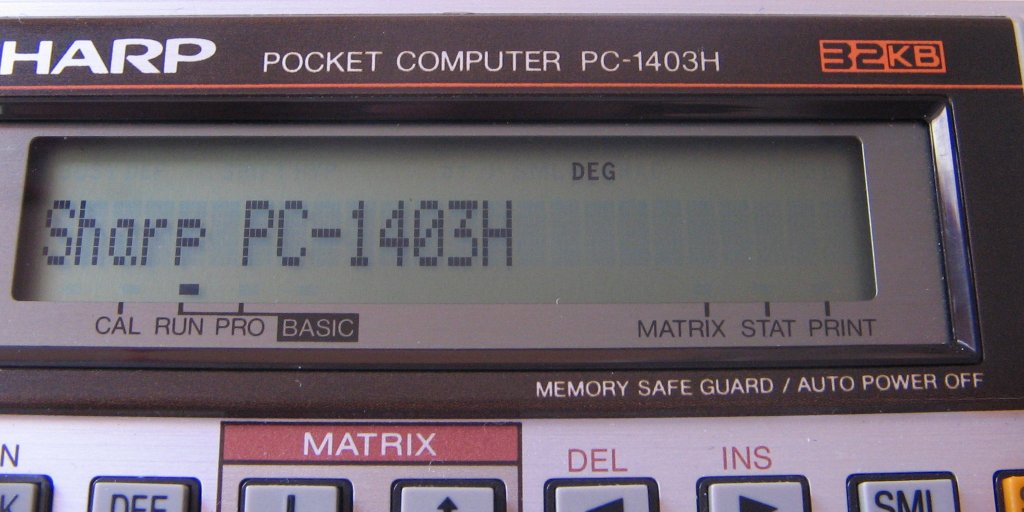
Display des Sharp PC-1403H

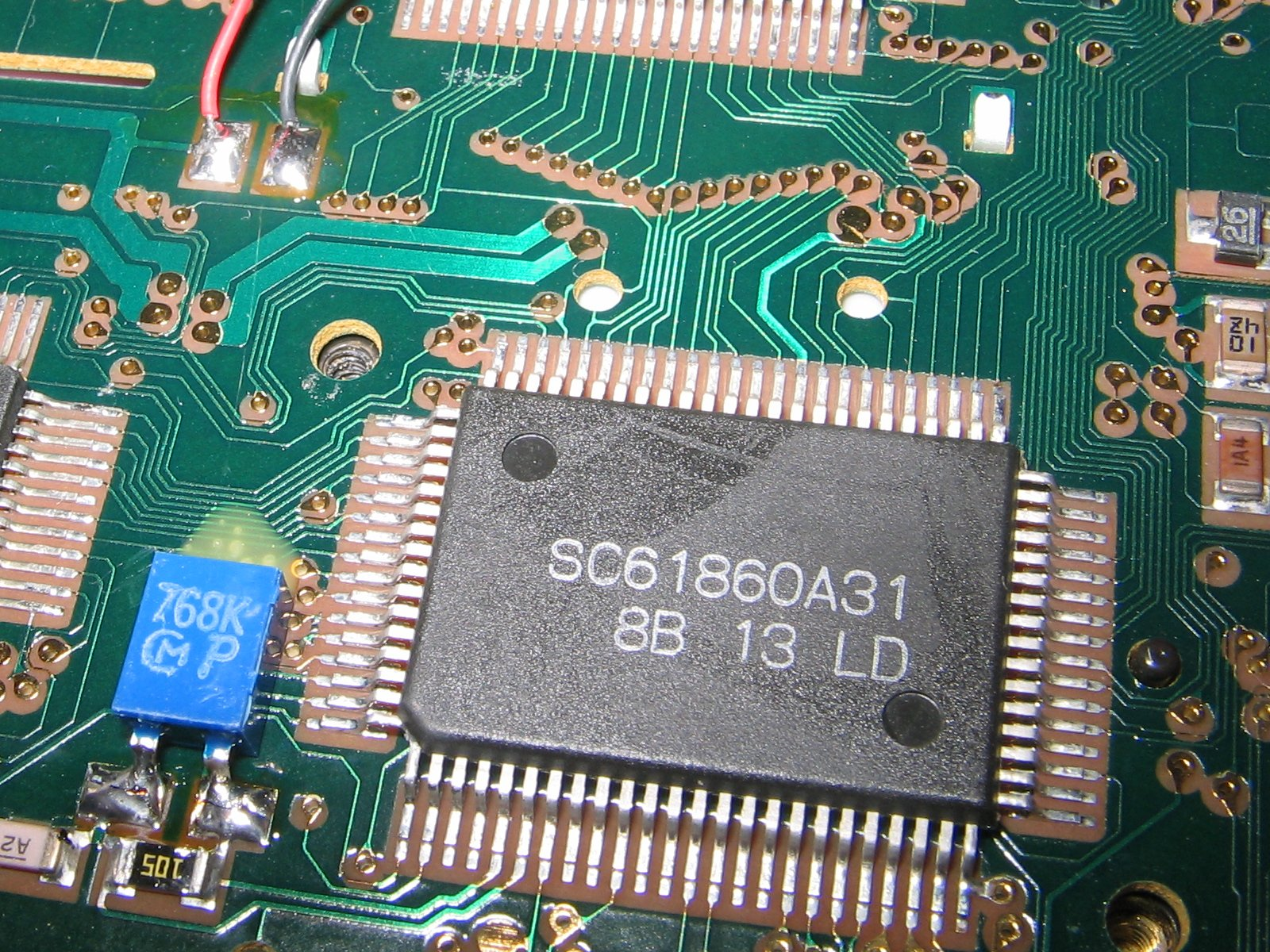
Der Prozessor „SC61860“ des PC-1403

Der Sharp PC-1403 ist ein Pocket Computer (Taschencomputer) mit integriertem wissenschaftlichen Taschenrechner der Firma Sharp.
Er ist der Nachfolger des PC-1401. Auf dem ab 1986 in Japan hergestellten Taschencomputer lassen sich Programme in der Programmiersprache BASIC schreiben, die im 8 KiB großen statischen RAM gespeichert werden. Das fast baugleiche Modell PC-1403H besitzt 32 KiB RAM. Auf der linken Seite des Gerätes befindet sich eine 11-polige Schnittstelle, über die verschiedene Peripheriegeräte angeschlossen werden können. Dazu zählen das Kassetteninterface CE-124, die Thermodrucker mit integriertem Kassetteninterface CE-126P bzw. CE-129P und das Pocket-Floppy-Drive CE-140F.
Als nicht im Handbuch dokumentiertes Extra kann man den Rechner auch in Maschinensprache programmieren, so dass man unter anderem direkten Zugriff auf das externe Interface erlangen kann. Damit ist es möglich, den Taschenrechner auch für mess- und regeltechnische Anwendungen zu verwenden oder ihn an andere Rechner/Geräte zu koppeln (z. B. via RS-232). Mitte bis Ende der 1980er ist umfangreiche Literatur zu diesem Themenbereich erschienen.

## Technische Daten
| CPU                | Sharp SC61860 mit 768 kHz, 8-Bit CMOS                                   |
| RAM                | 08 KB (PC-1403) bzw. 32 KB (PC-1403H) statisches RAM, batteriegepuffert |
| ROM                | 72 KB (8 KB CPU + 64 KB BASIC)                                          |
| Programmiersprache | BASIC, Maschinensprache                                                 |
| Display            | Monochrom-LCD, einzeilig, 24 Zeichen mit jeweils 5 × 7 Pixeln           |
| Tastaturbelegung   | QWERTY                                                                  |
| Stromversorgung    | 6,0 V DC (zwei CR-2032 3 V-Lithiumzellen)                               |
| Stromverbrauch     | etwa 30 mW, etwa 120 Stunden bei Dauerbetrieb                           |
| Abmessungen        | 170 mm × 72 mm × 9,5 mm                                                 |
| Gewicht            | 150 g (inklusive Batterien und Abdeckung)                               |

## Bildergalerie

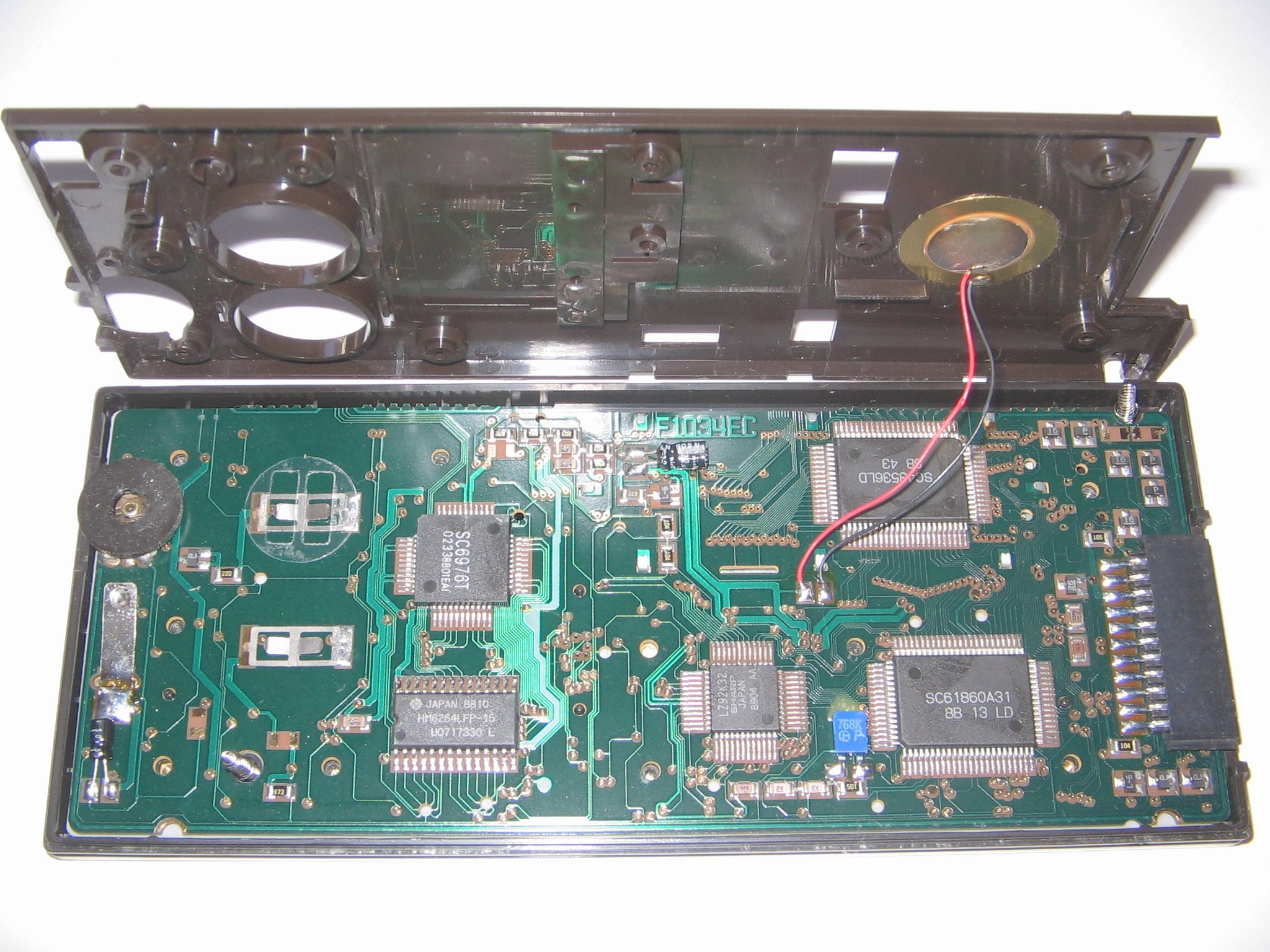
Ein geöffneter Sharp PC-1403
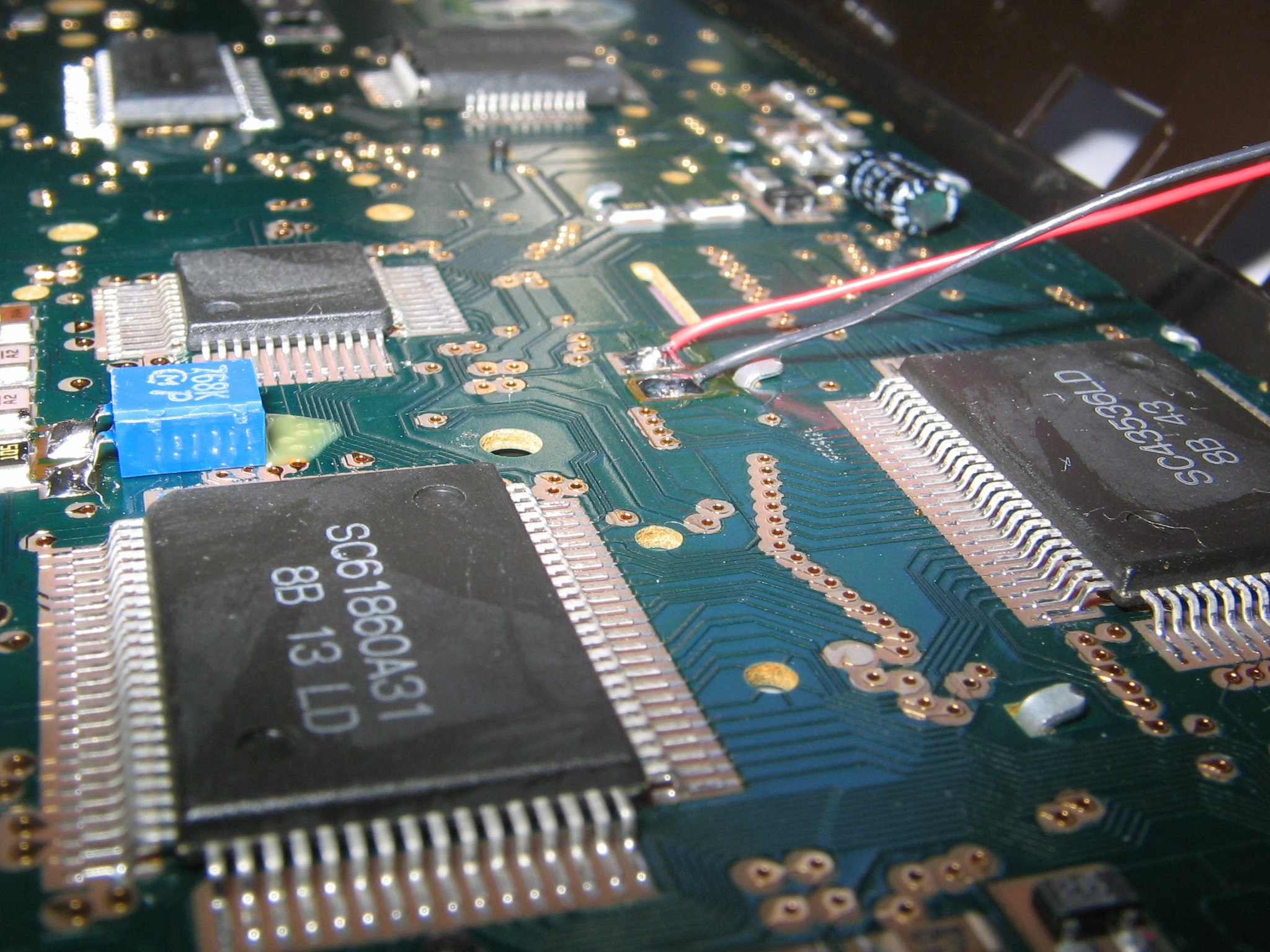
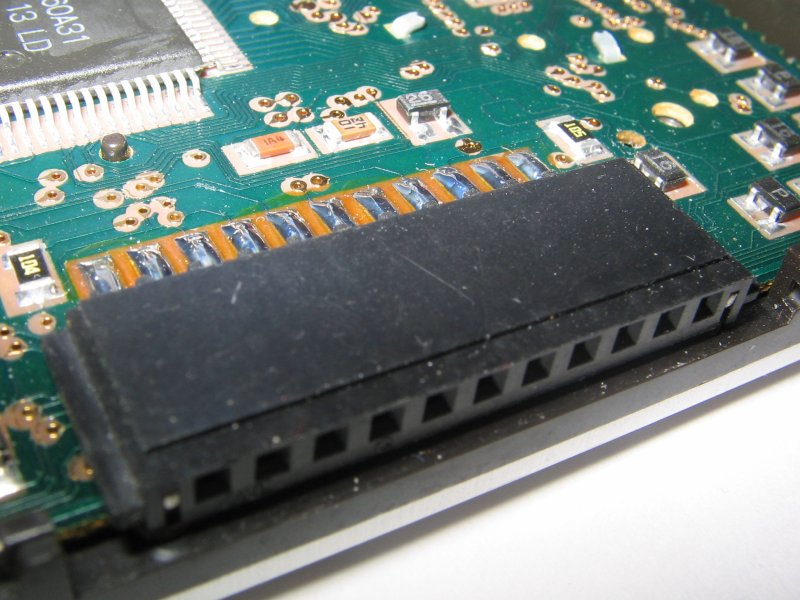
Das 11-polige Interface
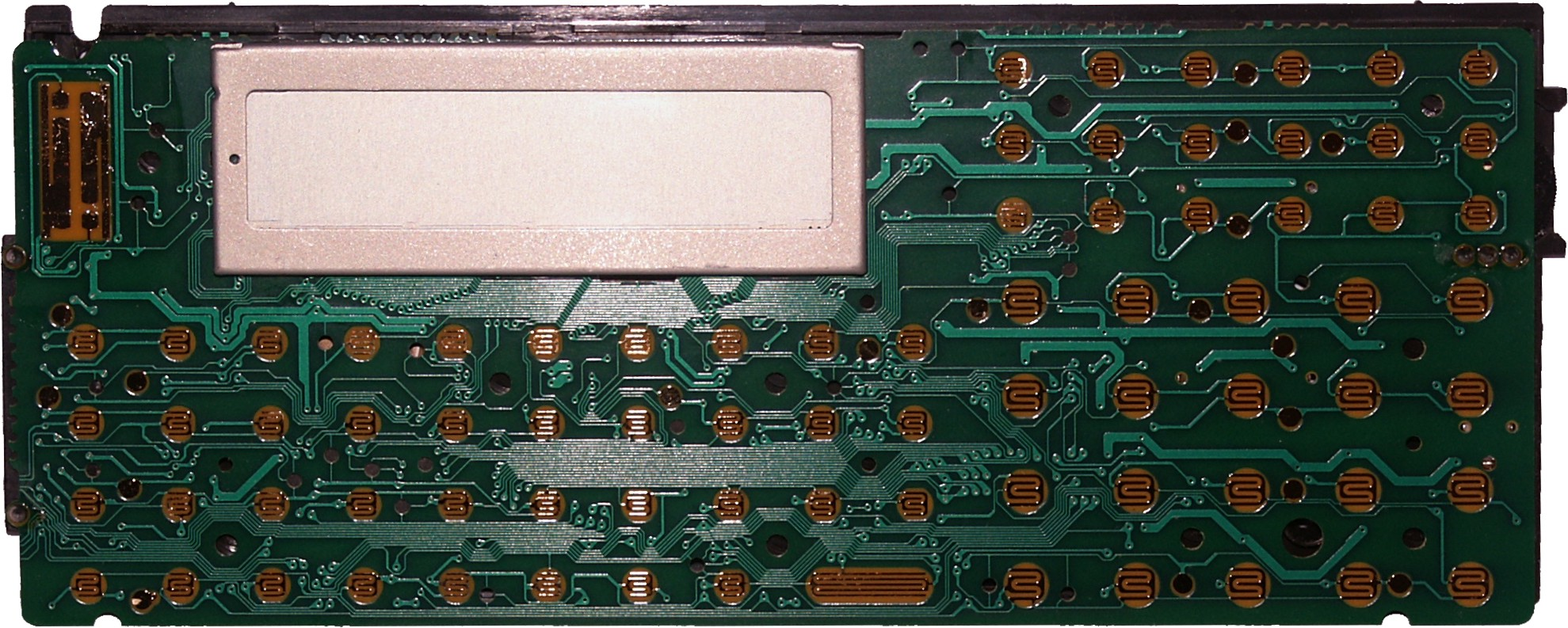
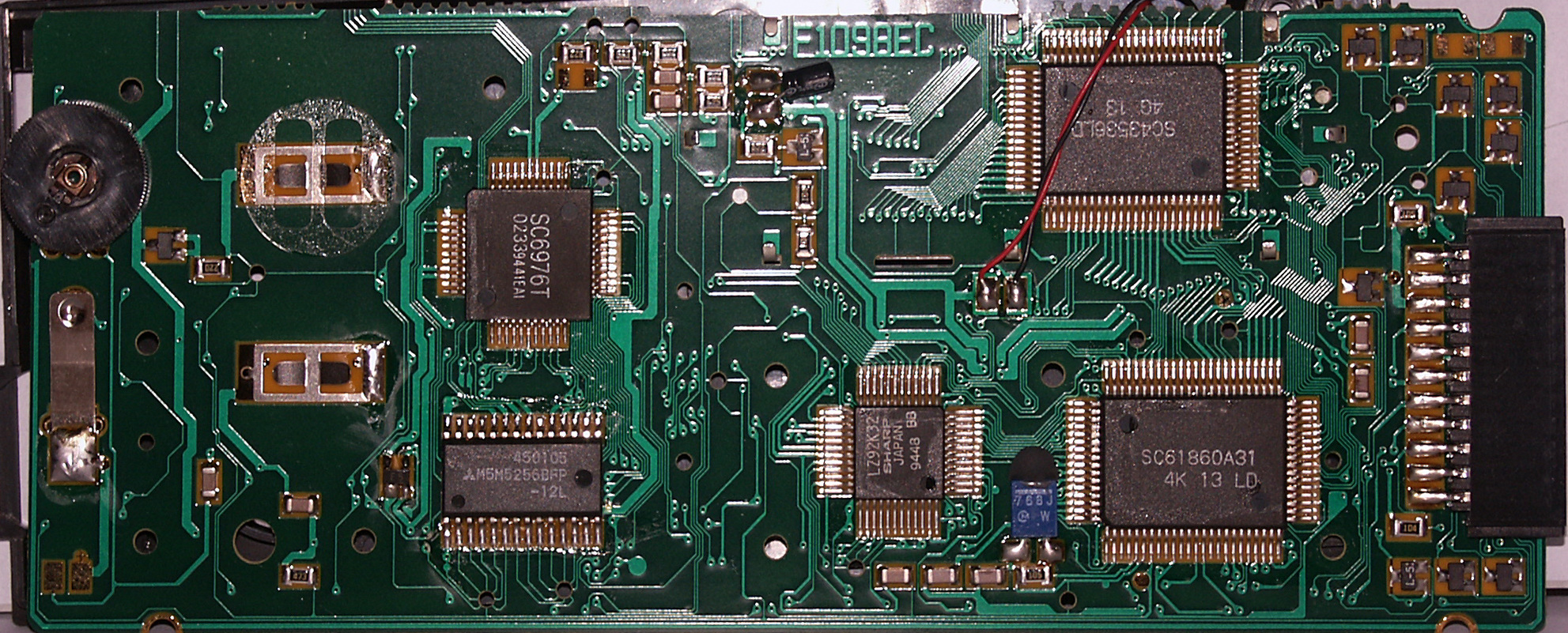